# 瓦塔古納
瓦塔古納（法語：Ouattagouna），是馬里的城鎮，位於該國東南部，由加奧區的安松戈省負責管轄，面積4,093平方公里，海拔高度242米，2009年人口30,519，人口密度每平方公里7.46人。